# Альянс (союз)
Алья́нс (фр. alliance) — союз между государствами для достижения общих целей в определённое время; объединение отдельных лиц, политических партий, гражданских организаций на основе договорных обязательств.
Как союз между двумя или более государствами альянсы подразделяются вообще на наступательные и оборонительные. Альянс является коалицией, если несколько государств соединяются для борьбы против одного, угрожающего по перевесу сил самостоятельности других государств. Так, неоднократные коалиции заключались против Людовика XIV и Наполеона I, и, наконец, оба эти государя были ими побеждены. Точно так же против английского владычества на море образовались европейские коалиции в 1780 и 1800 годах. Альянс может состоять в совместном действии союзных войск (обыкновенно, по прежде условленным планам), или в том, что одна сторона доставляет войско, а другая — деньги (субсидиальный договор). По числу соединяющихся в союз государств их называют двойными, тройными, четверными и т. д. Необязательно, что альянс заключается в видах ведения войны. Он может также иметь при известных обстоятельствах исключительно дипломатический и политический характер. Известнейшим тройным альянсом был союз между Англией, Швецией и Голландией, заключённый 23 января 1668 года Вилльямом Темплем, доктором Виттом и графом Дона и приостановивший без войны исполнение планов Людовика XIV. Самый известный четверной альянс из новейшего времени, устроенный главным образом Пальмерстоном и Талейраном, это союз между Англией, Францией, Испанией и Португалией, заключённый в Лондоне 22 апреля 1834 года и пополненный 10 августа того же года добавочной нотой. Его ближайшей целью было окончательное изгнание дона Мигуэля и дона Карлоса, более отдалённо — поддержка конституционного принципа против абсолютизма трёх северных государств. Недоразумения 1840 года по восточному вопросу и испанская брачная интрига Людовика-Филиппа расстроили этот альянс, однако уже обеспечили достижение его главной цели — установление конституционной монархии в Италии. Из новейших альянсов особенно замечательны: франко-итальянский 1869 года против Австрии, прусско-итальянский 1866 года против неё же и прусско-южнонемецкий того же года для защиты германского единства.

## Виды
Различают альянсы личностные, семейные, групповые, партийные, военные, политические, экономические, международно-кооперативные и др. Зачастую понятие «альянс» употребляется применительно к межгосударственным союзам.
Альянсы в отношениях между государствами, как правило, направлены на взаимную поддержку сторон в случае агрессии других государств или на утверждение взаимных интересов.
Межгосударственные альянсы бывают двусторонними и многосторонними, тайными и открытыми, простыми и высокоорганизованными, кратко и долговременными, а также непосредственно направленными на победу в войне или на её предотвращение. В современных условиях межгосударственные альянсы создаются преимущественно с целью достижения необходимого баланса сил и обеспечения национальной безопасности тех или иных государств.